# Marco Hingerl
Marco Hingerl (* 3. Mai 1996 in München) ist ein deutscher Fußballspieler.

## Karriere

### Vereine
Nach seinen Anfängen in der Jugend der SpVgg Unterhaching wechselte er im Sommer 2010 in die Jugendabteilung des FC Bayern München. Im Sommer 2015 wechselte er in die Regionalliga Südwest zur zweiten Mannschaft des SC Freiburg. Nach einer Saison ging er zurück zu seinem Heimatverein, um in dessen zweiter Mannschaft seine Karriere fortzusetzen. Im Sommer 2018 erfolgte sein Wechsel zum Drittligisten SG Sonnenhof Großaspach. Dort kam er auch zu seinem ersten Einsatz im Profibereich, als er am 28. Juli 2018, dem 1. Spieltag, bei der 2:3-Auswärtsniederlage gegen den FC Carl Zeiss Jena in der 85. Spielminute für Joel Gerezgiher eingewechselt wurde. Zur Saison 2020/21 wurde er vom in der viertklassigen Regionalliga Südwest spielenden FC 08 Homburg verpflichtet. Am 14. Juni 2022 wurde sein Wechsel zum Homburger Ligakonkurrenten SSV Ulm 1846 bestätigt. Am 12. August 2023 wurde die einvernehmliche Vertragsauflösung zwischen Hingerl und dem SSV Ulm 1846 mitgeteilt. Im Anschluss spielte er elfmal für den Bayern-Regionallisten Türkgücü München.
Sein Vertrag wurde im Januar 2024 aufgelöst, und er wechselte zum KSV Hessen Kassel in die Regionalliga Südwest.

### Nationalmannschaft
Hingerl hat für die U19-Nationalmannschaft des Deutschen Fußball-Bundes sechs Länderspiele bestritten. Sein Debüt gab er am 15. November 2014 im griechischen Katerini bei der 0:2-Testspielniederlage gegen die U19-Nationalmannschaft Spaniens. Sein letztes Spiel im Trikot des DFB bestritt er am 31. März 2015 in Walldorf im Rahmen der Eliterunde für die Europameisterschaft 2015 beim 6:0-Sieg über die U19-Nationalmannschaft Tschechiens.

## Sonstiges
Hingerls älterer Bruder Kevin ist ebenfalls Fußballspieler, ebenso sein Bruder Sascha. Die drei Brüder spielten bis zur Winterpause der Saison 2023/24 gemeinsam für Türkgücü München.